# Кабіли
Кабіли (від арабського «qaba'il», — плем'я ; кабіл. Leqbayel, [leqβajəl]) — народ групи берберів на півночі Алжиру.
Говорять кабільською мовою північної гілки берберо-лівійських мов. Писемність на основі латинської графіки. Поширені також французька і арабська мови. Робляться спроби відродження стародавньої писемності тифінаг, що збереглася в вишивках тощо (її хранителі — в основному жінки).
Віруючі — мусульмани-суніти. Значна частина кабілів проживає в еміграції, в основному у Франції.

## Поширення і чисельність
Живуть в основному в Алжирі в горах Велика і Мала Кабілія (історична область Кабілія) на схід від м. Алжир. Чисельність в Алжирі бл. 3 млн чол. (2007, оцінка). Живуть також у Франції (676 тис. чол.), Бельгії (50 тис. чол.), Великій Британії (більше 3 тис. чол.). Загальна чисельність 4 млн чол, за деякими джерелами — до 6 млн чол.

## Традиційна культура

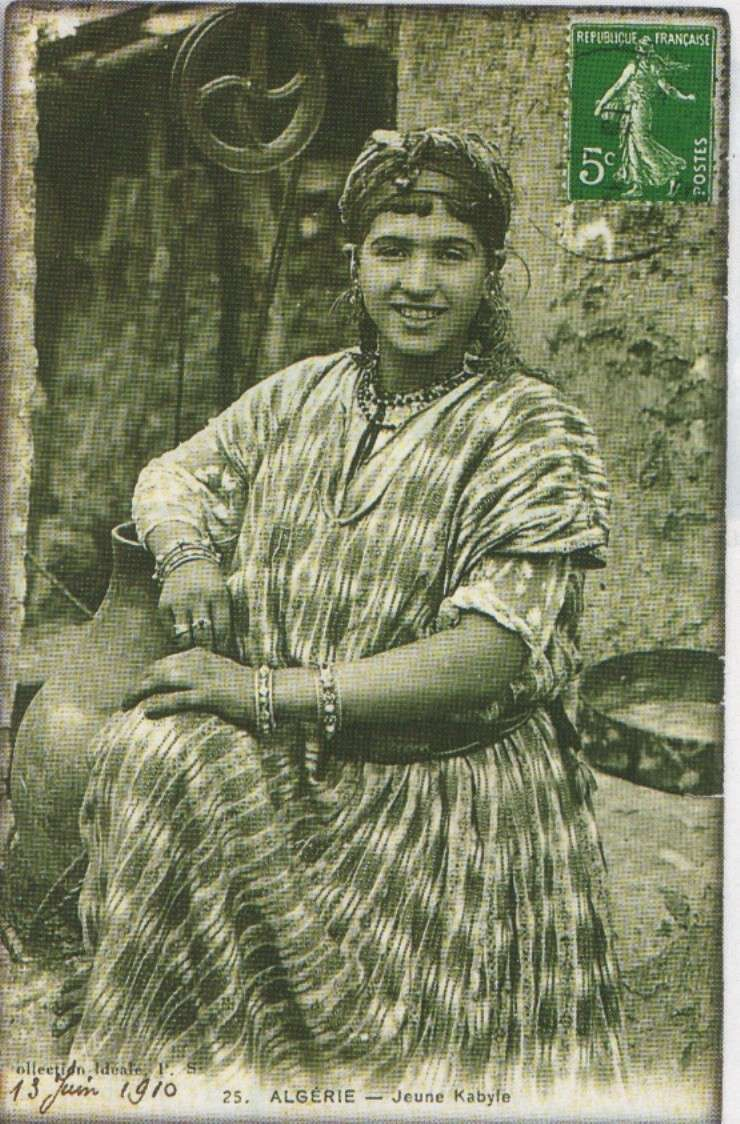
Молода жінка з народу кабілів (1910)

Основне заняття — землеробство, в тому числі садівництво (олива, інжир). Сильна міграція в міста та за межі Африки. Серед кабілів є торговці, чиновники, представники інтелігенції та футболісти. В Алжирі існує рух кабілів за політичні та культурні права («кабілізм», «берберське відродження», Printemps berbère), кабіли складають більшість членів партій «Об'єднання за культуру і демократію», «Фронт соціалістичних сил» та ін.
Традиційні поселення зазвичай розташовуються на вершині гори і мають 2 вулиці: внутрішню — для жінок і зовнішню — для чоловіків; тісно поставлені один до одного будинки звернені назовні глухими стінами. Жителі поселення утворюють громаду (таддарт, джамаат), очолювану вождем (амін, амеккран); вона поділяється на групи (адрум), що включають кілька споріднених (в 4-5-м поколінні) патрилинейной об'єднань (тараррубт), що складаються з великих патріархальних сімей (ахам — букв.: великий будинок).
У чоловічому одязі збереглися довгі сорочки, в жіночій — сукні з кокеткою на плечах (хубба, тахуббат). Зберігаються пережитки доісламських землеробських культів, фольклор.
Традиційна культура кабілів досліджувалася, зокрема, П'єр Бурдьє.

## Релігія
Кабіли в основному мусульмани, з невеликою кількістю християнської меншини. Католики кабільського походження зазвичай мешкають у Франції. Останнім часом протестантська громада зазнала значного зростання, особливо серед євангельських конфесій.

## Кабільський прапор

Берберський прапор

Кабільських прапор складається з трьох горизонтальних смуг блакитного, світло-зеленого і жовтого кольорів і літери «Яз», це — берберський прапор, загальний для всіх берберських народів, яких в Алжирі налічується до десятка, в тому числі кабілів.

## Відомі кабіли
- Кіліан Мбаппе
- Зінедін Зідан
- Карім Бензема
- Алі Ділем
- Дені Бун (Даніель Аміду) — по батькові
- Ларбі (Бібі) Насері — по батькові
- Саїд (Самі) Насері — по батькові